# Мадрігерас
Мадрігерас (ісп. Madrigueras) — муніципалітет в Іспанії, у складі автономної спільноти Кастилія-Ла-Манча, у провінції Альбасете. Населення — 4917 осіб (2010).
Муніципалітет розташований на відстані близько 210 км на південний схід від Мадрида, 26 км на північ від Альбасете.

## Демографія
Динаміка населення (INE ):

## Галерея зображень

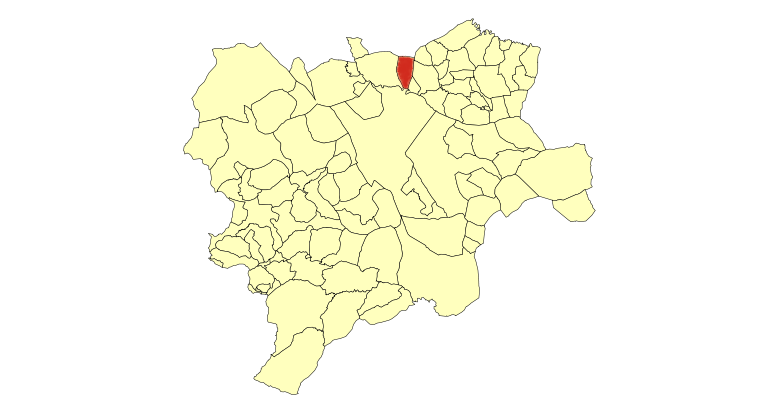
Розташування муніципалітету у провінції Альбасете